# Байройт
Байройт (на немски: Bayreuth) е град в Северна Бавария, Германия. Населението му е 73 999 жители (по приблизителна оценка от декември 2017 г.). Градът е девети по големина в област Бавария, пети във Франкония и е най-големият град в Горна Франкония (подобласт/окръг в Бавария).
Байройт е седалище на управлението на Горна Франкония и в него заседава Общинският парламент. Той е световноизвестен с ежегодно провеждащите се „Вагнерови празници“ и с най-старата запазена опера в Германия (Маркграфската Опера). Фестивалът „Рихард Вагнер“ започва всяка година в края на юли и продължава до края на август.

## История
За първи път градът се споменава през 1194 г. като „Baierrute“ (Байерруте) в един документ на епископ Ото II фон Бамберг. Квартали на сегашния Байройт присъстват като имена в стари документи и от по-рано, като например „Зойблиц“ (упоменат още през 1035 г.) и „Св. Йоханис“ (през 1149 г.).
Докато в по-ранните документи от онова време (до 1199 г.) за Байройт се споменава като за „villa“= село, то през 1231 г. за първи път в документи той бива назован като „civitas“= град. Предполага се, че населеното място Байройт получава правото да се нарича „град“ между 1200 и 1230 г.
До 1248 г. градът се управлява от графовете фон Андекс, но след като умира и последният им потомък, през 1260 г. наследството се поема от Нюрнбергските бургграфове от известната династия Хоенцолерн. В началото за център на княжеството е обявен град Кулмбах (в непосредствена близост до Байройт). Там графовете си построяват резиденция, а именно крепостта Пласенбург, запазена. Но въпреки всичко Кулмбах се развивал бавно и съдбата на града изобилствала от войни и природни катастрофи.
През 1361 г. кайзер Карл IV официално дал правото на бургграф Фридрих V да сече монети за градовете Байройт и Кулмбах. А през 1421 г. Байройт за първи път е отбелязан на карта.
През февруари 1430 г. хуситите нападнали и опустошили Байройт – сградата на Кметството и всички църкви изгорели.
Още през 1528 г. (по-малко от 10 години след началото на Реформацията) франкските маркграфове се присъединили към поддръжниците на лутеранската вяра.
През 1605 г. голям пожар унищожил 137 от 251 къщи, а през 1620 г. дошла и чумата. 1621 г. последвал още един огромен пожар в града. Байройт не бил пожален и от 30-годишната война, която оставила след себе си тежки щети.
Но, ако се върнем малко назад, един от преломните моменти в историята на града бил преместването на Резиденцията на графовете от Пласенбург (Кулмбах) в Байройт. Това се случило през 1603 г. и било осъществено от маркграф Кристиян, сина на курфюрст Йохан Георг фон Бранденбург. По негово време първият дворец на Хоенцолерн (предшественикът на днешния „Стар дворец“) претърпял големи промени. Всъщност този дворец бил построен още в периода 1440 – 1457 г. от маркграф Йохан „Алхимистът“. След смъртта на Кристиян през 1655 г., мястото му заел неговият внук Кристиян Ернст, който основал гимназията „Кристиян-Ернестинум“ и участвал през 1683 г. в освобождаването на обсадената от турците Виена. В памет на това събитие Кристиян Ернст построил известния паметник-фонтан, който и до днес краси Новия дворец. Пак по негово време е построен външния кръг на градската стена и дворцовата църква.

### 18 век
През 1701 г. наследникът на Кристиян Ернст, маркграф Георг Вилхелм, положил основите на нов град в близост до езеро до Байройт, а именно – St. Georgen (днешен квартал на Байройт). Там той построил още един дворец (така наречения „Дворец на Ордена“), кметство, затвор и малка казарма. 1705 г. Георг Вилхелм основал „Ордена на честността“ (преименуван през 1734 г. в „Орден на червения орел“) и построил Църквата на Ордена, която е завършена през 1711 г. А през 1716 г. в St. Georgen е построена дворцовата манифактура за фаянс. В същия период е построен и първият дворец в парка на Ермитажа (1715 – 1719).
Тъй като изградената на централния площад през 1440 г. сграда на Кметството изгоряла след пожар, през 1721 г. Градският съвет се сдобил с нова сграда – Палата на баронеса Шпонхайм (днешното „Старо кметство“).
Байройт изживял своя разцвет по време на управлението на маркграф Фридрих и съпругата му Вилхелмина (1735 – 1763). Вилхелмина била любимата сестра на пруския крал Фридрих Велики. В този период, под ръководството на дворцовите архитекти Жозеф Сан-Пиер и Карл фон Гонтард, се построили множество представителни сгради и архитектурни ансамбли като например: сградата на Маркграфска опера като бароков театър с пищно вътрешно оформление (1744 – 1748), реконструиране и разширяване на Ермитажа с построяване на новия Дворец Ермитаж със Слънчевия храм (1749 – 1753), а след пожара в Стария дворец – построяване на Новия градски дворец и Дворцовата градина (в годините около и след 1754 г.), както и щедрото разширяване на града откъм улица „Фридрих“.
През 1742 г. е основана и Академията „Фридрих“, която през 1743 г. се превърнала в университет, но поради негативното отношение на протестиращото местно население, университетът бил преместен в Ерланген (до Нюрнберг). От 1756 до 1763 г. в Байройт съществувала и Академия на свободните изкуства и науки.
След смъртта на маркграф Фридрих през 1763 г. много от хората, занимаващи се с изкуство се преместили в Берлин или Потсдам, за да работят за Фридрих Велики, защото байройтският наследник маркграф Фридрих Кристиян междувременно не разполагал нито с достатъчно средства, нито с усет към изкуствата.

### 19 век
След като последният местен маркграф Александър се отказал от Княжествата Ансбах и Байройт, Карл Аугуст Барон фон Харденберг поел управлението им от началото на 1792 г. от името на Прусия. Княжество Кулмбах-Байройт останало във владение на династията Хоенцолерн до 1806 г. По време на френската окупация от 1806 до 1810 г. провинция Байройт се превърнала в част от Френската империя, плащала високи контрибуции и била под управлението на интенданта Camille de Tournon – млад барон от Южна Франция. Барон de Tournon съставил изключително точен и подробен списък с оценка на всички богатства и ресурси на тогавашното княжество Байройт. На 30. юни 1810 г. френската армия официално предоставила Княжеството във владение на Кралство Бавария, което от своя страна заплатило на Наполеон 15 млн. франка за покупката.
Железницата се появила в Байройт през 1853 г., когато била открита линията Байройт – Нойенмаркт.
Годината е 1870, когато Рихард Вагнер посетил Байройт, защото бил чел за сградата на Маркграфската опера, чиято огромна сцена му се струвала подходяща за неговите оперни постановки. Но в крайна сметка се оказало, че мястото за оркестъра не побирало многобройните музиканти в опери като „Пръстенът на Нибелунгите“. Затова Вагнер се заел със задачата, да построи в Байройт свой собствен Фестивален комплекс. Градът го подкрепил в това негово начинание и Общинският Съвет му предоставил на разположение парцел, намиращ се на зелен хълм в непосредствена близост до центъра на града. Същевременно Вагнер се сдобил и с място, намиращо се до Дворцовата Градина, където построил своята къща, наречена от него самия „Дом Ванфрийд“. В градината на къщата се намират и гробовете на Рихард Вагнер и съпругата му Козима, както и гробът на любимото му куче. От 1976 г. вила Ванфрийд помещава Вагнеровия музей.
На 22. май 1872 г. били положени основите на Фестивалния комплекс, който бил открит тържествено на 14. август 1876 г. Архитект на комплекса бил Ото Брюквалд от Лайпциг, който вече бил доказал таланта си при построяването на Лайпцигския и Алтенбургския Театър.

### 20 век
През 1932 г. общините Горна и Долна Франкония били обединени, за техен център бил обявен Ансбах.
В края на Втората световна война, на 5., 8. и 11. април 1945 г. след тежки бомбардировки били разрушени множество обществени сгради и индустриални обекти, както и 4500 жилища. При тези въздушни нападения намерили смъртта си 741 души. На 14. април американската армия завзела Байройт и след края на Войната, градът останал в Американската окупационна зона и сфера на влияние. Военното управление на САЩ изградило в Байройт лагер за временно настаняване и подслон на така наречените „Displaced Persons (DP)“ – бивши затворници от Концентрационните Лагери или хора, отвлечени и насилствено принудени да работят за Нацистка Германия.
През 1949 г. Байройт възвърнал ранга си на седалище на управлението на Горна Франкония. А през 1951 г. под ръководството на Вийланд и Волфганг Вагнер се състоял и първият следвоенен Фестивал „Рихард Вагнер“.
През 1971 г. местният Общински парламент дал разрешението си за построяване на Университет Байройт, който отворил врати на 3. ноември 1975 г., за да приеме в първия семестър от съществуването си 600 студенти. След 31 години студентите в Университета наброяват около 10 000.

## Побратимени градове
- Анси, Франция (1966)
- Рудолщат, Германия (1990)
- Специя, Италия (1999)
- Родосто, Турция (2012)